# ادوارد ای سیمونز
ادوارد ای سیمونز جونیور (به انگلیسی: .Edward E. Simmons Jr) یک مهندس الکترونیک آمریکایی و مخترع یکی از انواع فشارسنج بود.
او مدرک کارشناسی خود را در سال ۱۹۳۴ و مدرک کارشناسی ارشد خود را در سال ۱۹۳۶ از مؤسسه فناوری کالیفرنیا اخذ کرد. در سال ۱۹۳۸، او موفق به اختراع فشارسنج شد اما تا سال ۱۹۴۹ موفق نشد حق ثبت این اختراع را به دست بیاورد. مؤسسه فرانکلین در سال ۱۹۴۴، مدال ادوارد لانگستر را که مربوط به تقدیر از اختراعات است را به وی اهدا کرد.
ادوارد در سال‌های آخر عمر خویش، رفتارهای عجیبی از خود نشان می‌داد، لباس‌های نامتعارفی می‌پوشید و در نیمه‌های شب در حیاط مؤسسه پرسته می‌زد. همین رفتارهای او باعث شده بود در میان کارکنان و دانشجویان القاب مختلفی پیدا کند.